# اريك كايزر
اريك كايزر (بالألمانية: Eric Kaiser)‏ هو منافس ألعاب قوى ألماني، ولد في 7 مارس 1971 في ياوندي في الكاميرون.

## وصلات خارجية
- اريك كايزر على موقع الاتحاد الدولي لألعاب القوى (الإنجليزية)
- اريك كايزر على موقع أوليمبيديا (الإنجليزية)